# Зандрок, Леонард
Леонард Зандрок (нем. Leonhard Sandrock; 5 марта 1867, Ноймаркт, Силезия, Пруссия (ныне Сьрода-Слёнска, Польша) — 30 октября 1945, Берлин) — немецкий художник и график.

## Жизнь и творчество
Леонард Зандрок родился в семье евангелического священника. С детства проявлял способности к рисованию, в возрасте 5 лет нарисовал свою первую картину, изображавшую паровоз. После окончания гимназии в 1887 году в Швейнднице поступает офицером в прусскую армию. В 1884 году Зандрок, в связи с несчастным случаем при скачках, вынужден отказаться от военной карьеры и начинает обучение живописи в Берлине, в мастерской художника-пейзажиста и мариниста Германа Эшке. После окончания учёбы пишет картины в портах Германии, Нидерландов и Италии, а также на промышленных предприятиях Бельгии, Верхней Силезии и Вестфалии. В 1898 году Зандрок вступает в Союз берлинских художников (нем. Verein Berliner Künstler). В годы правления в Германии национал-социалистов был членом Имперской камеры изобразительных искусств (нем. Reichskammer der bildenden Künste). Участник всех ежегодных Больших немецких художественных выставок в Мюнхене в 1938—1944 годы и Больших берлинских художественных выставок. Автор не менее 35 полотен, посвящённых работам сталелитейных предприятий, в основном малого формата.

## Галерея

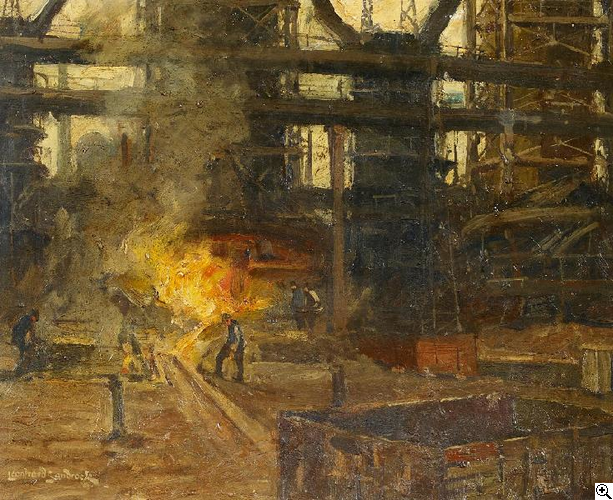
Литейный цех.
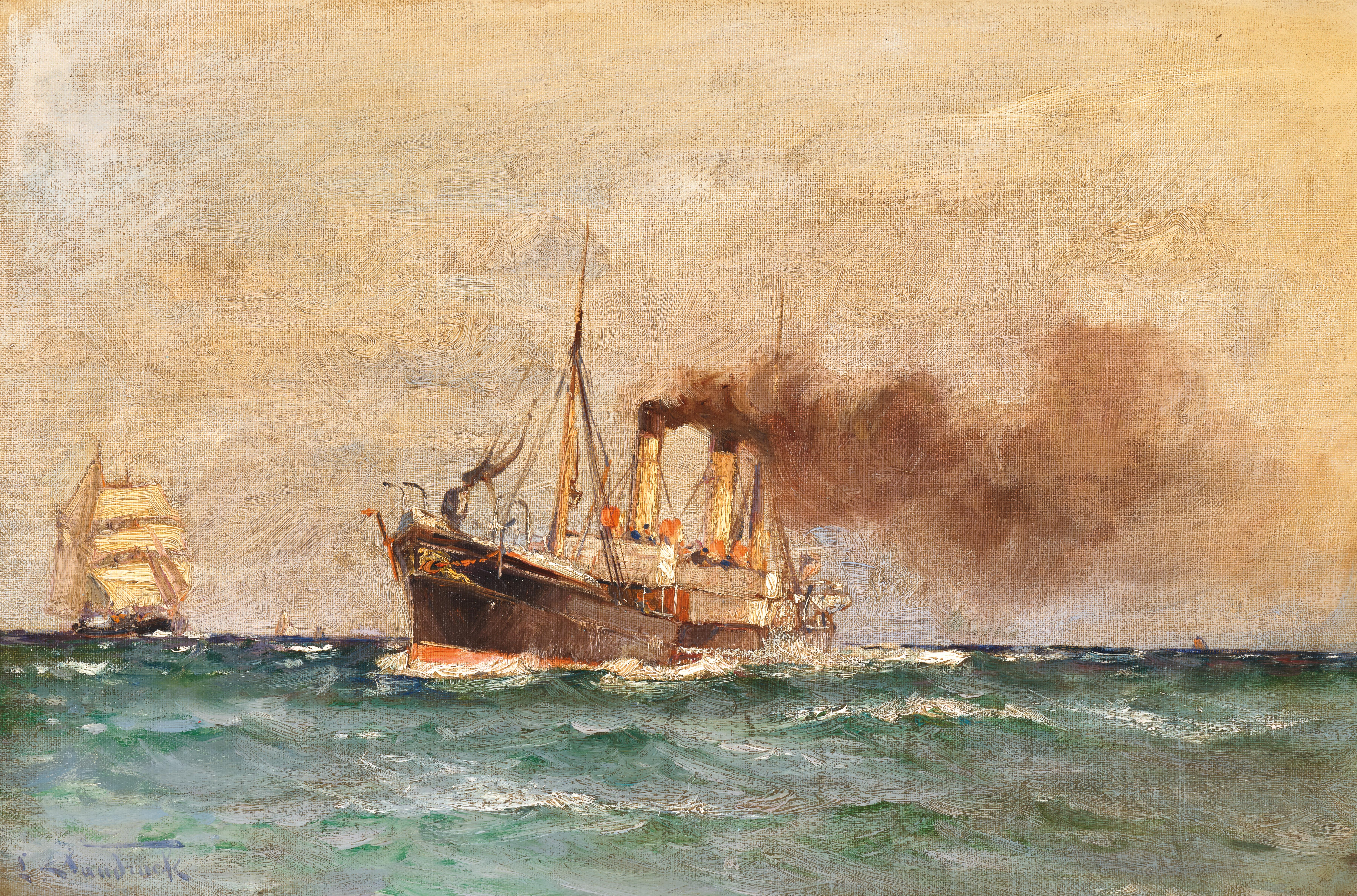
Пароход в открытом море.
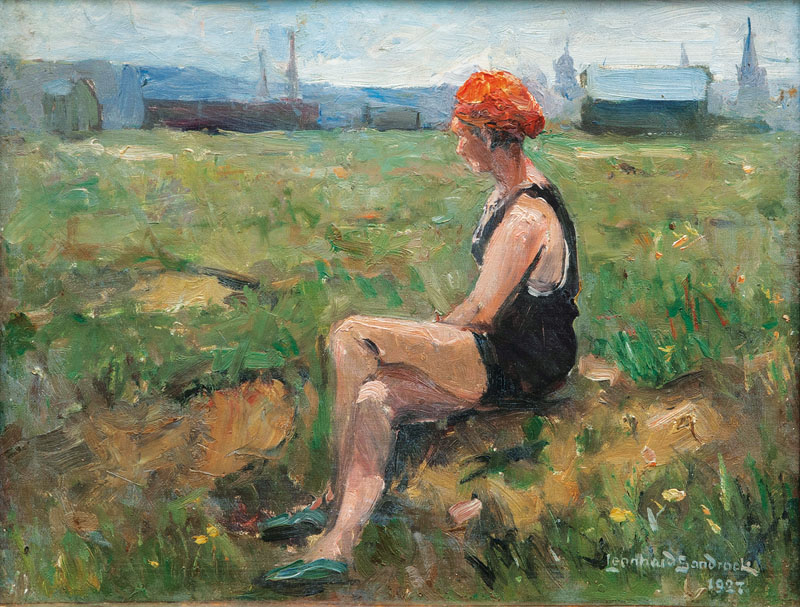
Женщина в купальнике, (1927).
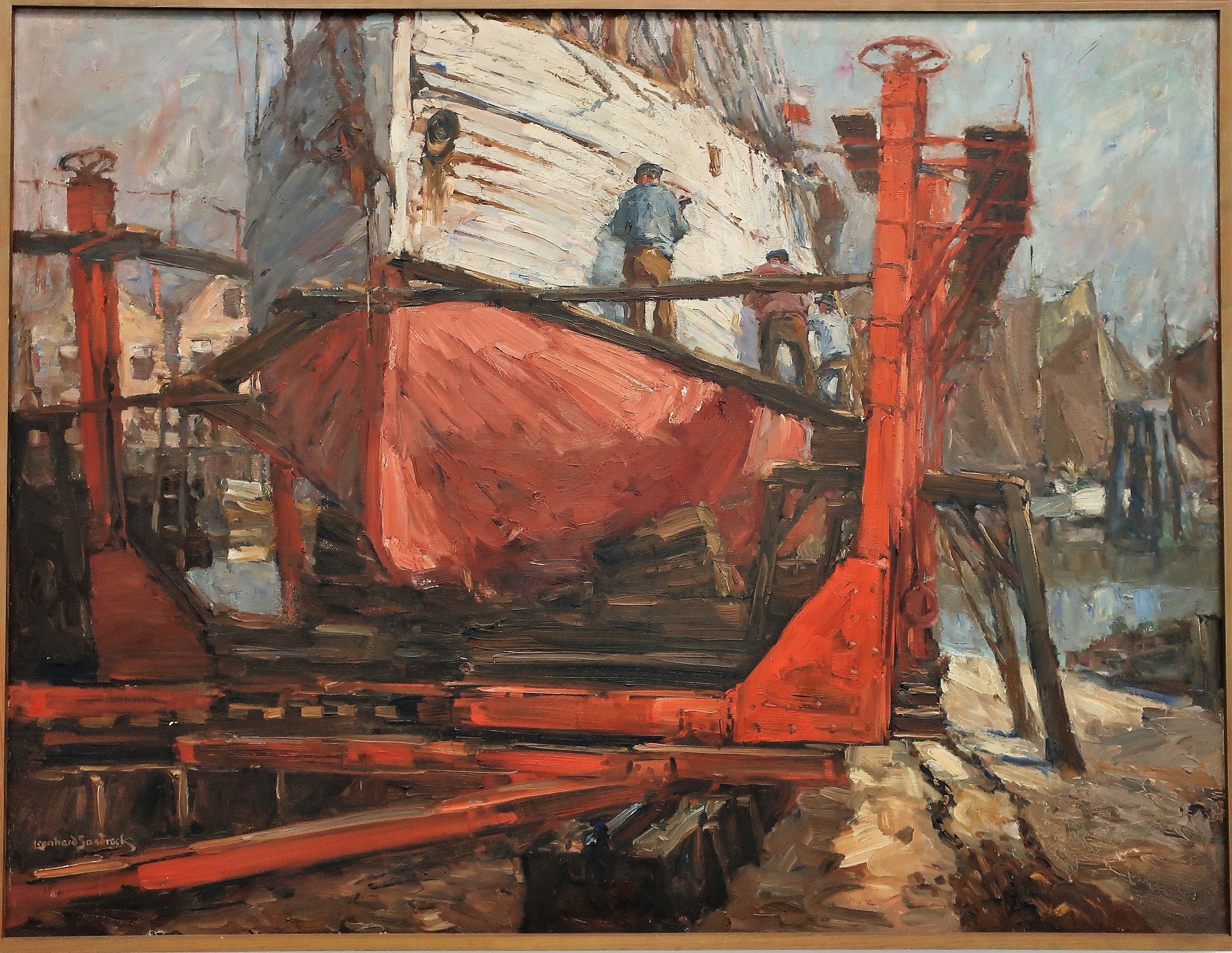
Корабль на стапелях, (1912).
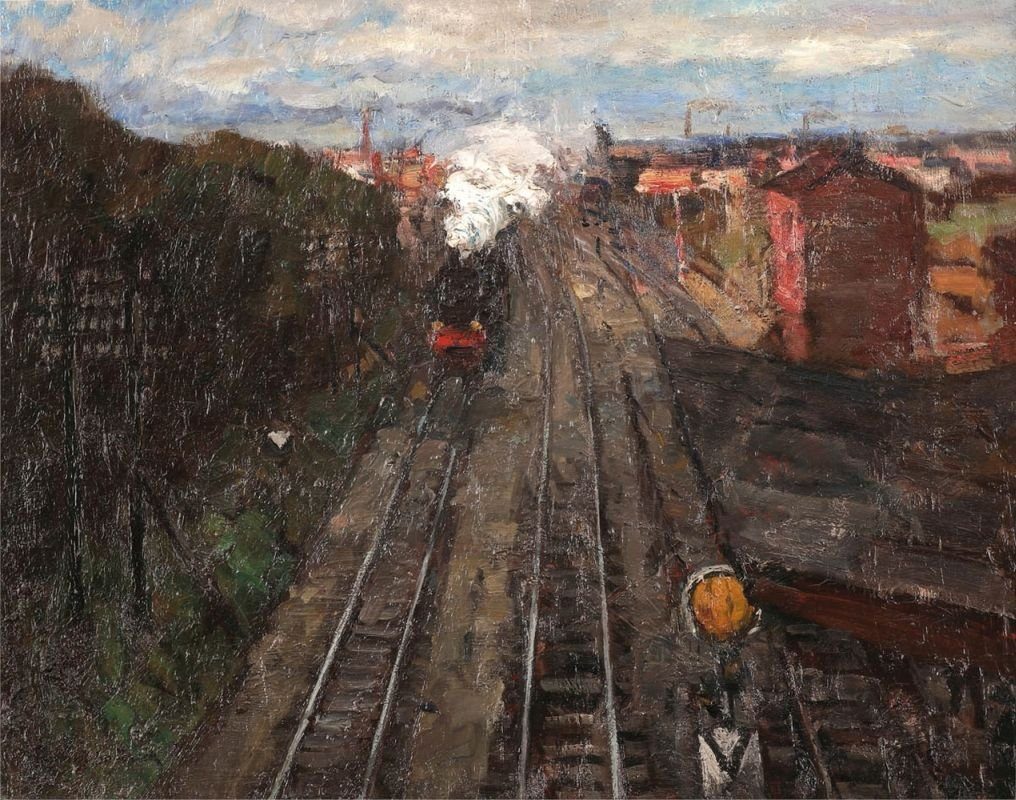
Ноймаркт (Силезия)-Берлин.